# Квантовая хромодинамика
Ква́нтовая хромодина́мика (КХД) — калибровочная теория квантовых полей, описывающая сильное взаимодействие элементарных частиц. Наряду с электрослабой теорией, КХД составляет общепринятый теоретический фундамент физики элементарных частиц.

## История КХД
С изобретением пузырьковой камеры и искровой камеры в 1950-х годах, экспериментальная физика элементарных частиц обнаружила большое и постоянно растущее число частиц, названных адронами. Стало ясно, что все они не могут быть элементарными. Частицы были классифицированы по электрическому заряду и изоспину; затем (в 1953 году) Мюрреем Гелл-Манном и Кадзухико Нисидзимой — по странности. Для лучшего понимания общих закономерностей адроны были объединены в группы и по другим сходным свойствам: массам, времени жизни и прочим. В 1963 году Гелл-Манн и, независимо от него, Джордж Цвейг высказали предположение, что структура этих групп (фактически, SU(3)-мультиплетов) может быть объяснена существованием более элементарных структурных элементов внутри адронов. Эти частицы были названы кварками.  Все адроны с барионным числом В = 0 (мезоны) состоят из пары «кварк и антикварк», а с числом В = 1 (барионы) — состоят из трёх кварков. Всё многообразие известных на тот момент адронов могло быть построено всего из трёх кварков: u, d и s. Впоследствии было открыто ещё три более массивных кварка. Каждый из этих кварков является носителем определённого квантового числа, названного его ароматом.
Однако в подобном описании одна частица, Δ++(1232), оказалась наделена необъяснимыми свойствами; в кварковой модели она составлена из трёх u-кварков со спинами, ориентированными в одном направлении, причём орбитальный момент их относительного движения равен нулю. Все три кварка в таком случае должны находиться в одном и том же квантовом состоянии, а так как кварк является фермионом, подобная комбинация запрещается принципом исключения Паули. В 1965 году Н. Н. Боголюбов, Б. В. Струминский и А. Н. Тавхелидзе, и также Хан Мо Ён совместно с Йоитиро Намбу и О. Гринбергом независимо друг от друга решили эту проблему, предположив, что кварк обладает дополнительными степенями свободы калибровочной группы SU(3), позже названными «цветовыми зарядами». На необходимость приписать кваркам дополнительное число было указано Струминским в препринте от 7 января 1965 года.
Результаты работы Н. Н. Боголюбова, Б. Струминского и А. Н. Тавхелидзе были представлены в мае 1965 года на международной конференции по теоретической физике в Триесте. Йоитиро Намбу представил свои результаты осенью 1965 года на конференции в США. Хан и Намбу отметили, что кварк взаимодействует через октет векторных калибровочных бозонов, названных глюонами (англ. glue «клей»).
Поскольку свободных кварков не было обнаружено, считалось, что кварки были просто удобными математическими конструкциями, а не реальными частицами. Эксперименты по глубоко неупругому рассеянию электронов на протонах и связанных нейтронах показали, что в области больших энергий рассеяние происходит на каких-то элементах внутренней структуры, имеющих значительно меньшие размеры, чем размер нуклона: Ричард Фейнман назвал эти элементы «партонами» (так как они являются частями адронов). Результаты были окончательно проверены в экспериментах в SLAC в 1969 году. Дальнейшие исследования показали, что партоны следует отождествить с кварками, а также с глюонами.
Хотя результаты изучения сильного взаимодействия остаются немногочисленными, открытие асимптотической свободы Дэвидом Гроссом, Дэвидом Полицером и Франком Вильчеком позволило сделать множество точных предсказаний в физике высоких энергий, используя методы теории возмущений. Свидетельство существования глюонов было обнаружено в трёхструйных событиях в PETRA в 1979 году. Эти эксперименты становились всё более точными, достигая высшей точки в проверке пертурбативной КХД на уровне нескольких процентов в LEP в CERN.
Другая сторона асимптотической свободы — конфайнмент. Так как сила взаимодействия между цветовыми зарядами не уменьшается с расстоянием, предполагается, что кварки и глюоны никогда не могут быть освобождены из адрона. Этот аспект теории подтверждён расчётами решёточной КХД, но математически не доказан. Поиск этого доказательства — одна из семи «задач тысячелетия», объявленных Математическим институтом Клэя. Другие перспективы непертурбативной КХД — исследование фаз кварковой материи, включая кварк-глюонную плазму.

## Формулировка КХД

### Квантовое число «цвет»
Квантовая хромодинамика основывается на следующем постулате: каждый кварк обладает внутренним квантовым числом, условно называемым цветовым зарядом, или просто цветом. Термин «цвет», конечно же, не имеет никакого отношения к оптическим цветам и введён исключительно для целей популяризации. Инвариантная в цветовом пространстве комбинация является суммой трёх различных цветов: «красного» ({\displaystyle r}), «зелёного» ({\displaystyle g}) и «синего» ({\displaystyle b}), которые являются базисными векторами в этом пространстве. По аналогии с оптикой сумма «красного», «зелёного» и «синего» цветов даёт белый цвет (так называемое бесцветное состояние). Антикваркам соответствуют антицвета: «антикрасный» ({\displaystyle {\bar {r}}}), «антизелёный» ({\displaystyle {\bar {g}}}) и «антисиний» ({\displaystyle {\bar {b}}}), причём комбинация «цвет + антицвет» также бесцветна. Глюонам соответствуют комбинации «цвет-антицвет», причём такие комбинации должны быть инвариантными относительно вращений в цветовом пространстве. Таких независимых комбинаций существует восемь:
{\displaystyle r{\bar {g}}}, {\displaystyle r{\bar {b}}}, {\displaystyle g{\bar {r}}}, {\displaystyle g{\bar {b}},b{\bar {r}}}, {\displaystyle b{\bar {g}}}, {\displaystyle (r{\bar {r}}-g{\bar {g}})/{\sqrt {2}}}, {\displaystyle (r{\bar {r}}+g{\bar {g}}-2b{\bar {b}})/{\sqrt {6}}}.
Первые шесть глюонов при этом являются цветными, а последние два – бесцветными. Цвет глюонов может быть также осмыслен как причина изменения цвета кварков при взаимодействии. Например, «синий» кварк может испустить «синий-антизелёный» глюон и превратиться при этом в «зелёный» кварк.

### Лагранжиан КХД
Цвет — внутренняя степень свободы кварков и глюонов. Кварковому полю приписывается определённый вектор состояния {\displaystyle q^{i}} единичной длины в комплексном трёхмерном цветовом пространстве C(3). Вращения в цветовом пространстве C(3), то есть линейные преобразования, сохраняющие длину, образуют группу SU(3), размерность которой равна 2·3²−3²−1=8.
Поскольку группа SU(3) связна, все её элементы можно получить экспоненцированием алгебры ASU(3). Следовательно, любое вращение в C(3)
можно представить в виде {\displaystyle U=\exp(ic_{a}t^{a})}, где 3×3 матрицы {\displaystyle t^{a}} (a = 1 … 8) называются матрицами Гелл-Манна и образуют алгебру ASU(3). Поскольку матрицы Гелл-Манна не коммутируют друг с другом, то есть {\displaystyle [t^{a},t^{b}]=i\,f_{c}^{ab}t^{c}}, калибровочная теория, построенная на группе SU(3), является неабелевой (то есть является теорией Янга — Миллса).
Далее используется стандартный принцип калибровочной инвариантности. Рассмотрим лагранжиан свободного кваркового поля
Этот лагранжиан инвариантен относительно глобальных калибровочных преобразований кварковых и антикварковых полей:
{\displaystyle q\to \exp(ic_{a}t^{a})q,\quad {\bar {q}}\to \exp(-ic_{a}t^{a}){\bar {q}},}
где {\displaystyle c_{a}} не зависят от координат в обычном пространстве.
Если же потребовать инвариантность относительно локальных калибровочных преобразований (то есть при {\displaystyle c_{a}(x_{\mu })}), то приходится вводить вспомогательное поле {\displaystyle A_{\mu }^{a}}. В результате, лагранжиан КХД, инвариантный относительно локальных калибровочных преобразований, имеет вид (суммирование по ароматам кварков также предполагается)
где {\displaystyle G_{\mu \nu }=\partial _{\mu }A_{\nu }-\partial _{\nu }A_{\mu }-ig[A_{\mu },A_{\nu }]}  — тензор напряжённостей глюонного поля, а {\displaystyle A_{\mu }\equiv \sum _{a=1}^{8}A_{\mu }^{a}t^{a}} есть само глюонное поле.
Видно, что этот лагранжиан порождает наряду с вершиной взаимодействия кварк-антикварк-глюон и трёхглюонные и четырёхглюонные вершины. Иными словами, неабелевость теории привела к взаимодействию глюонов и к нелинейным уравнениям Янга — Миллса.

## Применимость КХД к реальным процессам
Расчёты на основе квантовой хромодинамики хорошо согласуются с экспериментом.

### Высокие энергии
КХД уже достаточно давно с успехом применяется в ситуациях, когда кварки и глюоны являются адекватным выбором степеней свободы (при адронных столкновениях высоких энергий), в особенности, когда передача импульса от одной частицы к другой тоже велика по сравнению с типичным адронным энергетическим масштабом (порядка 1 ГэВ). Подробно про применение квантовой хромодинамики к описанию адронных столкновений см. в статье Современное состояние теории сильных взаимодействий.

### Низкие энергии
При более низких энергиях, из-за сильных многочастичных корреляций работа в терминах кварков и глюонов становится малоосмысленной, и приходится на основе КХД строить эффективную теорию взаимодействия бесцветных объектов — адронов.
Однако начиная с 2008 года для КХД-расчётов стала активно и крайне плодотворно применяться методика КХД на решётке — непертурбативный подход к квантовохромодинамическим расчётам, основанный на замене непрерывного пространства-времени дискретной решёткой и симуляции происходящих процессов с помощью метода Монте-Карло. Такие расчёты требуют использования мощных суперкомпьютеров, однако позволяют с достаточно высокой точностью рассчитывать параметры, вычисление которых аналитическими методами невозможно. Например, расчёт массы протона дал величину, отличающуюся от реальной менее чем на 2 %. КХД на решётке также позволяет с приемлемой точностью рассчитывать и массы других, в том числе и ещё не открытых адронов, что облегчает их поиск.
В 2010 году с помощью решёточных расчётов была резко уточнена оценка массы u и d-кварков: погрешность снижена с 30 % до 1,5 %.

### Учебная
- Альтарелли Г. Введение в КХД Архивная копия от 16 ноября 2013 на Wayback Machine (лекции, прочитанные на Европейской школе по физике высоких энергий)
- Индурайн Ф. Квантовая хромодинамика. — М.: Мир, 1986. — 288 с.

### Историческая
- С. Адлер Заметки к истории квантовой хромодинамики Архивная копия от 5 декабря 2015 на Wayback Machine (англ.)
- V. A. Matveev, A. N. Tavkhelidze. The quantum number color, colored quarks and QCD (Dedicated to the 40th Anniversary of the Discovery of Color) Архивная копия от 5 марта 2022 на Wayback Machine
- А. Н. Тавхелидзе. К вопросу об открытии квантового числа «ЦВЕТ» Архивная копия от 4 марта 2016 на Wayback Machine
- F. Tkachov, A contribution to the history of quarks: Boris Struminsky’s 1965 JINR publication Архивная копия от 6 октября 2016 на Wayback Machine (англ.)
- Видео Лекции: Теория сильных взаимодействий (профессор Фадин В. С., 2014 г.) Архивная копия от 18 февраля 2015 на Wayback Machine